# Agatanioł z Vendôme
Agatanioł z Vendôme (fr. Agathange de Vendôme, ur. 31 lipca 1598 w Vendôme, we Francji, zm. 7 sierpnia 1638 w Gonderze w Etiopii) – francuski kapucyn, męczennik i błogosławiony Kościoła katolickiego.

## Życiorys
W 1619 roku wstąpił do zakonu kapucynów i rozpoczął studia filozoficzne-teologiczne; po ich ukończeniu otrzymał święcenia kapłańskie. W 1629 roku wyruszył do Syrii pracując tam wśród muzułmanów i nawiązując kontakty z chrześcijanami z kościoła ormiańskiego i prawosławnego. Następnie wyruszył do Kairu i podjął się pracy na rzecz unii Koptów z Kościołem katolickim. 27 września 1637 udał się na misję do Etiopii towarzystwie o. Benedykta, bł. Kasjana z Nantes i Agatanioła z Morlaix. Na miejscu wraz z o. Benedykta został schwytany przez Koptów i uwięzieni w Deboroa. Jemu i Kasjanowi podstawiono zarzut spisku przeciw biskupowi koptyjskiemu i cesarzowi. 7 sierpnia 1638 roku zostali straceni przez ukamienowanie. 1 stycznia 1905 roku ich wspólnej beatyfikacji dokonał Pius X.